# Tiw
Tiw albo Munszi – grupa etniczna w Nigerii, w 2017 roku jej liczebność wynosiła ponad 4,2 miliona osób. Wielu zachowało dawne wierzenia afrykańskie – kult przodków i bóstw nieba i ziemi – część wyznaje współcześnie chrześcijaństwo. Ich struktura społeczna opiera się na rodach patrylinearnych oraz grupach wieku podzielonych dalej na kasty. Tradycyjnym zajęciem ludu Tiw jest myślistwo, rolnictwo żarowe oraz tkactwo. W kulturze Tiw zachowały się bogate obrzędy inicjacyjne, dawniej Tiw byli też łowcami głów i składali ofiary z ludzi.
Posługują się językiem tiw z grupy benue-kongijskiej.
Tradycją ludu Tiw jest wpisane w 2019 roku na listę reprezentatywną niematerialnego dziedzictwa kulturowego ludzkości widowisko kwagh-hir.